# Бобок, Михаил Фёдорович
Михаил Фёдорович Бобок — бригадир колхоза «Заря Молдавии» Фалештского района Молдавской ССР, Герой Социалистического Труда (07.03.1980). Член КПСС с 1965 г.
Родился 19.08.1933 в с. Катранык Фалештского района Молдавской ССР.
Работал в сельскохозяйственном производстве с 1950 г.
С 1972 г. бригадир тракторно-полеводческой бригады колхоза «Заря Молдавии» Фалештского района.
За счёт применения передовой агротехники, индустриальной технологии возделывания сельскохозяйственных культур его бригада из года в год выращивала высокие урожаи зерновых и сахарной свёклы.
В среднем за 1976-1980 гг. его бригада получила по 512 ц/га сахарной свёклы на площади 180 га, в засушливом 1981 году - 445 ц/га.
Герой Социалистического Труда (07.03.1980). Награждён орденом Трудового Красного Знамени.